# Evo Morales
Juan Evo Morales Ayma, conosciuto meglio come Evo Morales (Orinoca, 26 ottobre 1959), è un sindacalista e politico boliviano.
È stato presidente della Bolivia per tre mandati consecutivi dal 22 gennaio 2006. Il 10 novembre 2019, ha rassegnato le dimissioni dalla carica di presidente in seguito alle proteste e alla pressione sociale che denunciavano brogli elettorali durante le elezioni generali del 20 ottobre, e dietro le pressioni dell'esercito e della polizia che, da diversi Stati e organizzazioni, è stato catalogato come colpo di Stato. In precedenza, l'OSA aveva confermato irregolarità nelle elezioni e ne aveva chiesto la ripetizione. Alcuni esperti del MIT hanno invece segnalato l'assenza di irregolarità nelle elezioni.
È stato il primo presidente indigeno a guidare lo Stato boliviano, o altri di quest'area geografica, in oltre 500 anni dalla conquista spagnola, ed è quindi soprannominato anche el Indio. Questo avvenimento ha suscitato grande interesse e aspettative - a cui ha contribuito anche l'abbigliamento informale negli incontri diplomatici con altri capi di Stato, con il suo caratteristico maglione di alpaca a righe (la chompa), indossato in Bolivia e nel mondo.
Morales è stato il leader del movimento sindacale dei cocalero boliviani, una federazione di colonizzatori campesinos, quechua e aymara coltivatori di coca che si oppongono agli sforzi, principalmente degli Stati Uniti, di sradicare le coltivazioni di coca nella provincia di Chapare, nella Bolivia centro-orientale. Morales è stato anche il fondatore e leader del partito politico boliviano Movimiento al Socialismo (MAS), il principale partito di governo.
Alle elezioni presidenziali del 2002 Morales ottenne circa il 20% dei voti, subito dietro a Gonzalo Sánchez de Lozada che divenne Presidente. Ciò nonostante questo risultato elettorale ebbe un forte impatto nel panorama politico boliviano. Morales attribuì buona parte di quel successo elettorale alle dichiarazioni fatte contro di lui dall'allora ambasciatore statunitense in Bolivia Manuel Rocha, affermando che aiutarono a «svegliare la coscienza della gente». Alle successive elezioni presidenziali del 2005, Morales e il suo partito ottennero la maggioranza assoluta dei voti (circa il 54%), che lo portò all'elezione diretta come Presidente della Repubblica, incarico ricoperto fino alle dimissioni il 10 novembre 2019.
Il 25 gennaio 2009 il popolo boliviano è tornato al voto per decidere se rifiutare o confermare la riforma costituzionale del Presidente Morales e il 67% di esso ha approvato. Il 6 dicembre del 2009 il popolo boliviano ha votato Evo Morales con il 64% di voti alle consultazioni presidenziali, permettendo inoltre al suo partito, il MAS, di far eleggere 85 dei 130 deputati e 24 dei 36 senatori.
L'estrema povertà in Bolivia è diminuita dal 36,7% al 16,8% tra il 2005 e il 2015. Per quanto riguarda il Coefficiente di Gini, l'INE ha sottolineato che la Bolivia è passata da 0,60 al 0,47.
Nell'ottobre 2014 Morales viene eletto per il terzo mandato con il 63% delle preferenze, mantenendo un distacco considerevole sugli altri candidati, ma registrando un lieve calo di apprezzamento rispetto alle precedenti elezioni. Il 22 febbraio 2016 Evo Morales, perde, con il 51% di voti contrari, il referendum che gli avrebbe permesso di essere nuovamente eletto per un quarto mandato, ma una decisione del Tribunale supremo elettorale ribalta questo esito, stabilendo che è un "diritto umano" di Morales ricandidarsi.
Morales vince le elezioni del 20 ottobre 2019, ma in seguito all'accusa di presunti brogli elettorali è costretto all'esilio. L'11 novembre ha accettato l'asilo politico offerto da Andrés Manuel López Obrador, presidente del Messico. Il 12 dicembre si è trasferito in Argentina come rifugiato, accompagnato dall'ex vicepresidente Álvaro García Linera e da altri ex ministri. Il 9 novembre 2020 rientra in Bolivia dall'esilio.

## Gli inizi

### Famiglia e studi
Morales nacque da una famiglia indigena Aymara a Orinoca, una città mineraria nel dipartimento di Oruro, sull'altopiano boliviano. Nei primi anni ottanta la sua famiglia, come molti abitanti indigeni degli altopiani che lavoravano nelle miniere, emigrò nei bassopiani tropicali nell'est della Bolivia. Si stabilirono nella provincia di Chapare, dove si dedicarono all'agricoltura, coltivazioni di coca incluse. Morales completò la sua istruzione superiore, e ha descritto la sua istruzione successiva come "l'università della vita", comprendendo in essa anche il servizio militare prestato all'età di 17 anni.
Durante le riforme economiche della metà degli anni ottanta molti minatori, espulsi dalle miniere dalle ristrutturazioni in atto, rafforzarono il processo di colonizzazione della provincia di Chapare, già da alcuni anni principale area di produzione di coca, contribuendo al crescente ruolo internazionale del paese nella produzione e nel contrabbando di cocaina.

### Sindacalista e primi incarichi
Prima di diventare uno dei principali dirigenti del sindacato dei cocaleros, Morales organizzò una squadra di calcio locale. Lavorò anche come musicista, suonando la tromba in una banda.
Come leader dei cocaleros, Morales fu eletto per la prima volta alla Camera dei deputati nel 1997, come rappresentante delle province di Chapare e di Carrasco, nel Dipartimento di Cochabamba. Ricevette il 70% dei voti in quel distretto, la percentuale più alta di voti fra i 68 deputati che furono eletti direttamente in quella elezione.

Verso la fine del periodo presidenziale 1997-2002, in cui Morales era deputato, venne rimosso dal suo seggio nel Congresso Nazionale attraverso il voto bilaterale dei partiti tradizionali, con il pretesto di un'accusa di terrorismo legata ad agitazioni contro la politica anti-droga del governo in carica. Alcuni affermano che gli Stati Uniti abbiano provocato la sua rimozione.

Evo Morales (a destra) con José Bové, durante CulturAmérica, in difesa di un'economia ragionevole: Francia, 2002.

Successivamente, l'espulsione di Morales dal Congresso fu dichiarata incostituzionale.

### Le elezioni del 2002
Morales presentò la sua candidatura per le successive elezioni presidenziali e congressuali, previste per il 27 giugno del 2002. Per le nuove elezioni il MAS, il partito di Morales, usò le sue limitate risorse per organizzare una campagna elettorale più simile alle tattiche tradizionali di propaganda in Bolivia e distribuì gratuitamente su larga scala magliette, berretti, calendari, ecc. usando anche pubblicità televisiva e manifesti. Una controversa pubblicità trasmessa in televisione mostrava una ragazza indigena che esortava le masse a votare in base alla loro coscienza, e non in base agli ordini dei loro capi. Il MAS restituì un modesto finanziamento ricevuto dallo Stato (meno di 200 000 dollari USA), che in Bolivia viene erogato a ogni partito, in modo da poter condurre una campagna elettorale senza restrizioni.
Sfruttando il risentimento provocato dalla presenza statunitense in generale, e dall'ambasciatore statunitense in Bolivia Manuel Rocha in particolare, il MAS diffuse nelle città boliviane un manifesto che raffigurava una enorme fotografia di Morales. Al di sopra, in lettere enormi: «Boliviani: Voi decidete. Chi comanda? Rocha o la voce del popolo?». Il manifesto ebbe un grande impatto e se ne dovettero stampare centinaia di migliaia di copie più del previsto.
Nessuno dei candidati dei partiti principali accettò un dibattito con Morales, rifiutandosi di prendere in considerazione il MAS in quanto "partito minore" (nelle precedenti elezioni presidenziali aveva ottenuto circa il 4% dei voti). In giugno, Morales fece sapere che nemmeno lui era interessato a discussioni con loro: «La persona con cui voglio discutere è l'Ambasciatore Rocha: preferisco discutere con il padrone del circo, non con i clown».
Alcuni giorni prima delle elezioni, in un discorso in presenza del Presidente uscente, Jorge Quiroga Ramírez, Rocha disse: «Desidero ricordare agli elettori boliviani che se voi eleggerete coloro che vogliono che la Bolivia ridiventi un grande esportatore di cocaina, questo metterà in pericolo il futuro dell'assistenza americana al paese».
Contrariamente alle aspettative dell'ambasciatore USA, parte della popolazione, soprattutto nei Dipartimenti andini (dove è particolarmente consistente la popolazione indigena quechua aymara), votò per il MAS, dandogli una percentuale del 20,94%, solo un paio di punti meno del partito più votato, il MNR. In seguito, Morales attribuì all'ambasciatore statunitense il successo del MAS: «Ogni dichiarazione che [Rocha] ha fatto contro di noi ci ha aiutati a crescere e a risvegliare la coscienza del popolo».
Per il loro rifiuto di scendere a compromessi, Morales e il MAS furono esclusi dalla coalizione che scelse il nuovo Presidente Gonzalo Sánchez de Lozada; il MAS, guidato da Morales, entrò quindi al Congresso come il principale partito di opposizione.

## Presidente della Bolivia

### Primo mandato

#### Le elezioni del 2005
In conseguenza del crescente scontento popolare e delle dimissioni forzate, prima del presidente Sánchez de Lozada e poi del suo successore Carlos Mesa Gisbert, il Congresso e il nuovo Presidente provvisorio Eduardo Rodríguez Veltzé decisero di anticipare al dicembre 2005 le elezioni previste per il 2007. Le sollevazioni popolari avevano come fattore chiave la guida di Morales, specialmente dopo un periodo di quasi un anno di partecipazione non ufficiale al governo del Presidente Mesa. A una riunione di agricoltori, che festeggiavano il decimo anniversario della fondazione del MAS nel marzo 2005, Morales dichiarò che «il MAS è pronto a governare la Bolivia», avendo «consolidato la sua posizione come [prima] forza politica del paese»; e ancora: «il problema non è più quello di vincere le elezioni, ma quello di sapere come governare il paese».
In base ai primi sondaggi, Morales e il Movimiento al Socialismo (MAS) risultavano in una scomoda parità con le forze di centro e di destra, e con i leader delle maggioranze urbane Jorge Quiroga, del partito Podemos, e Samuel Doria Medina, con differenze di pochi punti percentuali. Alla data del 21 agosto, Morales aveva scelto il suo candidato alla vicepresidenza, Álvaro García Linera, un ideologo di sinistra, sociologo, matematico e analista politico, che aveva combattuto a fianco di Felipe Quispe nell'Ejército de Guerrilla Tupac Katari (EGTK).
Il 4 dicembre, Morales si era portato in vantaggio nei sondaggi con una percentuale intorno al 32%. Quiroga oscillava intorno al 27%, con Samuel Doria Medina che seguiva a meno del 15%. Tutti i partiti promettevano solidarietà nazionale, nazionalizzazione (in qualche forma) del settore degli idrocarburi e ricchezza per la popolazione.
Il 14 dicembre, il Wall Street Journal riferiva: «La maggior parte dei sondaggi attribuiscono al quarantaseienne Morales un vantaggio di circa il 34% rispetto al 29% del suo rivale più vicino, l'ex-presidente conservatore Jorge Quiroga». Poco dopo, più di 100.000 scrutatori furono nominati in preparazione delle elezioni fissate per il 18 dicembre.
Quasi subito dopo la fine delle votazioni furono resi noti gli exit poll, secondo cui Morales avrebbe ottenuto il 42-45% dei voti, contro il 33-37% di Quiroga. Quest'ultimo ammise la sconfitta poche ore più tardi.
Il 22 dicembre, il conteggio ufficiale dava a Morales il 53,899% dei voti, con il 98,697% delle schede scrutinate. Quindi per la scelta del nuovo Presidente boliviano non si rendeva necessario un voto del Congresso.

#### Il passaggio dei poteri
Il 21 gennaio 2006, Morales partecipò a una cerimonia spirituale indigena in un tempio situato su una montagna del territorio tiahuanaco, dove fu incoronato dall'amauta Valentin Mejillones come Apu Mallku, ossia "Capo Supremo" del popolo indigeno delle Ande: in quel frangente ricevette da Mejiillones il Bastone del Comando e ricevette doni da molti rappresentanti dei popoli indigeni dalle varie zone dell'America Latina e del mondo. È stata la prima volta, dal tempo di Túpac Amaru, che un indigeno americano ha detenuto il potere reale.
Il 22 gennaio Morales ricevette ufficialmente il potere nel corso di una cerimonia a La Paz, a cui parteciparono diversi Capi di Stato, tra cui il Presidente argentino Néstor Kirchner e quello venezuelano Hugo Chávez. Era presente e ha avuto un colloquio privato anche il Presidente cileno Ricardo Lagos, il cui paese aveva avuto in passato un lungo corso di conflitti diplomatici con la Bolivia.
Morales ha descritto la sua presidenza come l'inizio di una nuova era, e la fine di 500 anni di colonialismo.

#### Le nazionalizzazioni
Nel 2005, a seguito delle proteste popolari e delle dimissioni del presidente Gonzalo Sánchez de Lozada, il Congresso boliviano approvò una legge sull'energia che aggiungeva al canone già esistente del 18% una tassa sulla produzione del 32%. Tale provvedimento obbligava le imprese a rinegoziare i propri contratti con lo Stato.
Il 1º maggio 2006, il presidente Evo Morales emanò un decreto che imponeva la nazionalizzazione di tutte le riserve di gas naturale: «lo Stato riprende la proprietà, il possesso e il totale e assoluto controllo» degli idrocarburi (la Bolivia possiede la seconda riserva più grande di gas naturale in Sud America dopo il Venezuela, 747,2 milioni di metri cubi); l'annuncio venne fatto coincidenza con la Festa del lavoro del primo maggio.
Morales mantenne quindi la sua promessa elettorale fatta durante le varie guerre del gas, quando dichiarò: «Non siamo un governo fatto di semplici promesse: realizziamo ciò che proponiamo e ciò che chiede la gente». Dopo aver ordinato all'esercito boliviano e ai tecnici della YPFB (la compagnia di Stato), di occupare e prendere posizione negli impianti energetici, diede alle compagnie straniere un "periodo di transizione" di sei mesi per rinegoziare i contratti o venire espulse. Tuttavia, il presidente Morales assicurò che il processo di nazionalizzazione non avrebbe preso la forma di esproprio o di confisca. Il vicepresidente Álvaro García Linera affermò in un discorso nella piazza principale di La Paz che le entrate collegate al settore energetico sarebbero salite per l'anno successivo a 780 milioni di dollari, quasi sei volte di più rispetto al 2002.
Altre stime affermano che la Bolivia aveva ricevuto 173 milioni di dollari dall'estrazione di idrocarburi nel 2002, nel 2006 hanno ricevuto 1,3 miliardi di dollari. Sebbene non sia tecnicamente una forma di nazionalizzazione, Morales e il suo governo si riferirono ad essa come tale, provocando critiche da parte di settori della sinistra boliviana.
Fra i 53 impianti soggetti al provvedimento vi sono quelli della brasiliana Petrobas, uno dei più grandi investitori in Bolivia, e che controlla il 14% delle riserve di gas del paese. Il ministro dell'energia brasiliano, Silas Rondeau, reagì definendo la manovra come "ostile" e in contraddizione alle precedenti intese fra i due paesi. La vicenda si è conclusa nel giugno 2007 con l'acquisto da parte dello Stato delle raffinerie Petrobras per 112 milioni di dollari.
La Petrobas, la spagnola Repsol, l'inglese BG Group e la francese Total sono le maggiori compagnie petrolifere presenti nel paese. Secondo l'agenzia Reuters, «Il provvedimento boliviano prende spunto da ciò che il presidente venezuelano Hugo Chávez, amico di Morales, fece nel quinto più grande paese esportatore mondiale di petrolio tramite imposizioni di contratti di trasferimento e aumenti retroattivi delle tassazioni, condizioni accettate dalla maggior parte delle compagnie petrolifere». La YPFB pagherà le compagnie straniere per i loro servizi, offrendo loro il 50% circa del valore della produzione, anche se il provvedimento stabilisce che le compagnie operanti nei due giacimenti più abbondanti del paese otterranno soltanto il 18%.
Nel giugno 2006, Morales annunciò il suo desiderio di nazionalizzare miniere, elettricità, telefoni e ferrovie. Sebbene la federazione dei minatori dell'FSTMB abbia chiesto al governo di nazionalizzare le miniere, il governo non lo ha fatto, affermando invece che qualsiasi società transnazionale operante legalmente in Bolivia non sarebbe stata espropriata.
Nel febbraio del 2007, il governo di Morales ha nazionalizzato la fonderia di Vinto, nell'altipiano boliviano, in mano alla multinazionale svizzera Glencore. Lo Stato boliviano non pagherà alcun indennizzo alla multinazionale giacché l'industria metallurgica di Vinto era di costruzione e proprietà statale e venne ceduta, in base a contratti dichiarati illegali, durante il governo del presidente Banzer.
Lo scopo dichiarato della nazionalizzazione è usare la ricchezza costituita dagli idrocarburi per sostenere le politiche sociali: «Nel 2005 dagli idrocarburi allo Stato rimanevano solo 300 milioni di dollari. Adesso entrano 1 600 milioni di dollari, ridistribuiti tra le amministrazioni locali, le università e il tesoro. Il succo di questa esperienza è che le risorse naturali non devono mai essere privatizzate perché sono quelle che risolvono i problemi».
I fatti dicono che da quando gli idrocarburi sono stati nazionalizzati, il 1º maggio 2006, lo Stato ha i soldi sufficienti per portare avanti le proposte fatte agli elettori nella campagna elettorale e non si ritrova pieno di debiti, cosa che accadeva puntualmente negli anni in cui la Bolivia seguiva i dettami del Fondo Monetario Internazionale.
L'impresa nazionale del petrolio, YPFB, ha cambiato 4 presidenti nei due anni di governo Morales. Le esplorazioni e lo sfruttamento di nuovi campi di gas sono bloccati dalla mancanza di investimenti e di politiche adeguate. Si vedono in pericolo le possibilità di onorare i contratti di esportazione di gas con Brasile e Argentina, nonostante i prezzi di vendita del gas siano stati imposti dalla Bolivia e accettati dai due paesi. Il vicepresidente Garcia Linera ha chiesto ufficialmente a Petrobras di tornare a investire nel paese, ma in Brasile esistono forti resistenze data l'opinione diffusa sulla scarsa sicurezza giuridica degli investimenti stranieri in Bolivia.
Il prezzo più caro lo pagano però le popolazioni locali. Vi sono stati momenti di assenza cronica di gas in bombole (in Bolivia non esiste la distribuzione del gas con condotte a domicilio) per i cittadini boliviani. Il gasolio viene in parte importato, sovvenzionato dallo Stato, dal Paraguay e Argentina: tra settembre e novembre del 2007 era quasi introvabile nel mercato legale interno. L'antica capitale petrolifera della Bolivia, Camiri, nel dipartimento di Santa Cruz, ha più volte bloccato la strada che collega all'Argentina, reclamando una maggiore partecipazione nella gestione della politica idrocarburifera e una reale nazionalizzazione: il governo è ricorso anche all'intervento dell'esercito per sbloccare, senza successo, la strada.

#### L'Assemblea Costituente
(Evo Morales)
Il 2 luglio del 2006 si svolgevano le elezioni per l'assemblea costituente, una delle promesse elettorali di Morales. Il partito di governo, il MAS, otteneva la maggioranza assoluta dei seggi (poco più del 50% dei voti e 137 partecipanti all'assemblea su 255 in totale, oltre ad alcuni eletti con altre sigle). Gli eletti all'assemblea s'insediavano nella città di Sucre il giorno della festa nazionale boliviana, il 6 agosto.
Il 10 dicembre 2007 l'assemblea costituente approvava la nuova Costituzione con il voto dei 2/3 dei presenti. Il 21 ottobre 2008 il parlamento boliviano votava, dopo un'estenuante trattativa tra il Mas e i gruppi dell'opposizione, la legge sul referendum costituzionale e alcune modifiche alla nuova Magna Carta.
Il 25 gennaio 2009 il corpo elettorale boliviano accettava con il 61,43% dei voti la nuova Costituzione, che impedisce qualsiasi privatizzazione delle materie prime della Nazione, permette la rielezione immediata del Capo dello Stato, concede il diritto ai popoli indios di avere e amministrare proprie leggi e limita a 5 000 ettari la proprietà della terra. Alcune province, però, davano la vittoria al no. Ciò bastava per far dire all'opposizione che si era verificato un pareggio.
Secondo l'opposizione boliviana il testo di convocazione alle urne per la costituente e accordi anteriori stabilivano che l'approvazione degli articoli e del nuovo testo costituzionale sarebbe stata a maggioranza di due terzi degli eletti (170), e quindi il partito di governo di Morales aveva imposto l'approvazione degli articoli e del nuovo testo della costituzione per maggioranza semplice, spostando tra le altre cose, la sede dell'assemblea dalla città di Sucre, sede della corte costituzionale, a Oruro.
In realtà la Costituzione Boliviana del 1967, modificata varie volte, stabiliva che la Magna Carta potesse essere modificata dai 2/3 dei parlamentari presenti. Perciò la procedura adottata dal Mas nell'approvazione della nuova Costituzione era perfettamente regolare. L'approvazione definitiva del nuovo testo costituzionale, per di più, passava attraverso la realizzazione di un referendum nazionale, non previsto dalla Costituzione del 1967, ma dalla legge sulla Assemblea Costituente. Nella seduta del 21 ottobre 2008 si stabiliva, inoltre, che le elezioni del Congresso anticipate si sarebbero tenute alla fine del 2009 e che Morales non si sarebbe presentato come candidato presidente nell'anno 2014.
I contrasti sulle forme di approvazione degli articoli della nuova costituzione hanno acuito ulteriormente le accuse di egemonia e mancanza di dialogo e concertazione del governo di Morales. Alcuni sostengono che l'esperienza di governo di Morales potrebbe arenarsi di fronte a un'abituale occupazione di potere senza reali benefici per la popolazione, parlando di scarsa competenza dei membri di governo, di alcuni episodi di corruzione, delle dimissioni di alcuni membri del governo, dell'apparente impantanamento della nazionalizzazione degli idrocarburi, di lottizzazione tradizionale di tutte le strutture dello Stato identica a quella dei governi precedenti, di riforme proposte su basi etniche prima che sociali, e di distribuzione equitativa delle risorse. Altri, invece, ritengono che Morales stia rispettando le promesse della campagna elettorale del 2005.

#### Politiche economiche
Sotto Morales, la Bolivia conobbe una forza economica senza precedenti, con conseguente aumento del valore della sua valuta, il boliviano. Il suo primo anno in carica si è concluso senza deficit fiscale; la prima volta che ciò è accaduto in Bolivia per 30 anni, mentre durante la crisi finanziaria globale del 2007-2008 ha mantenuto alcuni dei più alti livelli di crescita economica del mondo. Tale forza economica ha portato a un boom nazionale delle costruzioni e ha permesso allo Stato di costituire forti riserve finanziarie. Sebbene i livelli di spesa sociale siano stati aumentati, sono rimasti relativamente conservatori, con una priorità maggiore nella costruzione di strade asfaltate, nonché spazi della comunità come campi da calcio ed edifici sindacali. In particolare, il governo si è concentrato sul miglioramento delle infrastrutture rurali, per portare strade, acqua corrente ed elettricità nelle aree in cui mancavano.
I prezzi del gas e di molti prodotti alimentari sono stati controllati e i produttori alimentari locali sono stati costretti a vendere sul mercato locale anziché all'esportazione. È stato inoltre istituito un nuovo ente statale per distribuire alimenti a prezzi agevolati. Tutte queste misure hanno contribuito a contenere l'inflazione, mentre l'economia è cresciuta (in parte a causa dell'aumento della spesa pubblica), accompagnata da maggiori finanze pubbliche che hanno portato stabilità economica.
Durante il primo mandato di Morales, la Bolivia si liberò dal dominio della Banca Mondiale e del Fondo monetario internazionale (FMI) che avevano caratterizzato i regimi precedenti rifiutando il loro aiuto finanziario e le relative normative. Nel maggio 2007, divenne il primo paese al mondo a ritirarsi dal Centro internazionale per il regolamento delle controversie relative ad investimenti, con Morales che afferma che l'istituzione ha costantemente favorito le multinazionali nelle sue sentenze. La guida della Bolivia fu seguita da altre nazioni dell'America Latina.
Un grosso dilemma affrontato dall'amministrazione Morales era tra il desiderio di espandere le industrie estrattive al fine di finanziare programmi sociali e fornire occupazione e proteggere l'ambiente del paese dall'inquinamento causato da tali industrie. Sebbene il suo governo abbia professato un'anima ambientalista, ampliando il monitoraggio ambientale e diventando leader nel volontario Forest Stewardship Council, la Bolivia ha continuato a testimoniare una rapida deforestazione per l'agricoltura e il disboscamento illegale. Gli economisti di sinistra e di destra hanno espresso preoccupazione per la mancanza di diversificazione economica del governo. Molti boliviani ritennero che il governo di Morales non fosse riuscito a creare sufficiente occupazione.

#### Politiche sociali
Il governo di Morales cercò di incoraggiare un modello di sviluppo basato sulla premessa di "vivir bien" o "vivere bene". Ciò ha comportato la ricerca di armonia sociale, consenso, eliminazione della discriminazione e ridistribuzione della ricchezza; nel fare ciò, era radicato in valori comuni piuttosto che individuali e doveva più alle forme indigene di organizzazione sociale andina che a quelle occidentali.
All'elezione di Morales, il tasso di analfabetismo della Bolivia era al 16%, il più alto in Sud America. Tentando di correggere questo con l'aiuto di alleati di estrema sinistra, la Bolivia ha lanciato una campagna di alfabetizzazione con l'assistenza cubana, mentre il Venezuela ha invitato 5 000 diplomati boliviani a studiare gratuitamente in Venezuela. Nel 2009, l'UNESCO ha dichiarato la Bolivia libera dall'analfabetismo, sebbene la Banca Mondiale affermasse di essere diminuita solo del 5%. Cuba ha anche aiutato la Bolivia nello sviluppo delle sue cure mediche, aprendo centri oftalmologici nel paese per curare 100 000 boliviani gratuitamente all'anno e offrendo 5 000 borse di studio gratuite agli studenti boliviani per studiare medicina a Cuba. Il governo ha cercato di espandere le strutture mediche statali, aprendo venti ospedali entro il 2014 e aumentando la copertura medica di base fino all'età di 25 anni. Il loro approccio ha cercato di utilizzare e armonizzare sia la medicina occidentale tradizionale sia la medicina tradizionale della Bolivia.
L'intenzione dichiarata dal governo era di ridurre i livelli di povertà più acuti della Bolivia dal 35% al 27% della popolazione e di moderare i livelli di povertà dal 58,9% al 49% in cinque anni. Lo stato sociale è stato ampliato, caratterizzato dall'introduzione di pensioni di vecchiaia non contributive e di pagamenti alle madri, a condizione che i loro figli vengano sottoposti a controlli sanitari e che i loro figli frequentino la scuola. Sono stati inoltre distribuiti centinaia di trattori gratuiti.
Nel marzo 2006, Morales annunciava a Santa Cruz che l'obiettivo del suo governo era l'aumento del 50% del salario minimo.
Nel febbraio 2009 questa promessa veniva mantenuta e il salario minimo passava da 440 a 667 boliviani. In precedenza Morales dichiarava che avrebbe dovuto essere raddoppiato. Tuttavia in Bolivia 6 lavoratori su 10 operano nell'economia informale, e ciò limita l'impatto di questo aumento.
Nel 2009 il suo governo ha avanzato proposte di riforma delle leggi sul lavoro del 1939, sebbene lunghe discussioni con i sindacati abbiano ostacolato i progressi delle riforme. Il governo di Morales ha ridotto l'età pensionabile da 65 a 60 anni, per poi ridurla a 58 nel 2010.
Mentre venivano introdotte politiche per migliorare le condizioni di vita delle classi lavoratrici, al contrario molti boliviani della classe media sentivano di aver visto il loro declino sociale, con Morales che diffidava personalmente delle classi medie, ritenendole volubili.
Il governo di Morales ha anche introdotto misure per combattere la corruzione endemica della Bolivia; nel 2007, ha usato un decreto presidenziale per creare il Ministero della trasparenza istituzionale e combattere la corruzione. Tuttavia, i critici hanno sottolineato che i membri della MAS erano raramente perseguiti per il crimine, la principale eccezione era il capo dell'YPFB Santos Ramírez, che è stato condannato a dodici anni di reclusione per corruzione nel 2008. Al contrario, una legge del 2009 che ha consentito il perseguimento retroattivo per corruzione ha portato alla legalità casi intentati contro un certo numero di politici dell'opposizione per presunta corruzione nel periodo pre-Morales; molti sono fuggiti all'estero per evitare il processo.

#### Questione indigena
Nonostante le premesse e l'iniziale vasto appoggio popolare, nel settembre del 2006, a 8 mesi dall'inizio del suo mandato presidenziale, Morales ha dovuto affrontare una forte opposizione promossa dai comitati civici delle regioni orientali tropicali del paese (Santa Cruz, Beni, Pando e Tarija), regioni che rappresentano attualmente il motore economico del paese. Benché parte di questa opposizione sia mossa e incentivata dal principale partito oppositore, Podemos, erede dei seguaci dell'ex presidente e generale golpista Banzer, e da riconosciuti impresari e mezzi di comunicazione legati a posizioni della destra clericale, Morales sembra non aver saputo avvicinarsi sufficientemente ai ceti popolari camba e indigeni dei bassipiani tropicali, promuovendo una compagine di governo eccessivamente andinocentrica e fatta quasi esclusivamente di quechua e aymara.
Le organizzazioni degli indigeni dell'amazzonia e del chaco boliviano, più di 30 popoli, hanno denunciato per esempio che 1 500 borse di studio per corsi universitari in Venezuela siano state assegnate esclusivamente a quechua e aymara. Inoltre il programma di governo, formulato nel Plan Nacional de Desarrollo, sembra vittima del frequente comportamento, che vede i nuovi governanti considerare tutte le riforme passate, le basi legislative, le esperienze anteriori, come inesistenti e quindi degne solo di essere riscritte totalmente, perdendo un importante patrimonio di conoscenze e di concertazione che, pur con alcuni limiti, anche governi anteriori avevano applicato, in particolare quello di Sánchez de Lozada durante la presidenza 1993-97, in cui vennero varate le leggi di partecipazione popolare, di riforma agraria INRA e forestale.
Una legge del 2006 ha riallocato le terre di proprietà statale, con questa riforma agraria che ha comportato la distribuzione di terre alle comunità tradizionali piuttosto che agli individui.
Morales annunciò che una delle massime priorità del suo governo era eliminare il razzismo contro la popolazione indigena del paese. Per fare ciò, annunciò che tutti i dipendenti pubblici dovevano imparare una delle tre lingue indigene della Bolivia, il quechua, l'aymara o il guaraní, entro due anni. Il suo governo ha incoraggiato lo sviluppo di progetti culturali indigeni, e ha cercato di incoraggiare un numero maggiore di indigeni a frequentare l'università; entro il 2008, è stato stimato che la metà degli studenti iscritti alle 11 università pubbliche della Bolivia erano indigene, mentre erano state istituite tre università specifiche per gli indigeni, offrendo istruzione sovvenzionata. Nel 2009 è stato istituito un Vice Ministero per la Decolonizzazione, che ha proceduto a approvare la Legge del 2010 contro il razzismo e la discriminazione che vieta lo sposarsi di opinioni razziste in istituzioni private o pubbliche. Vari commentatori hanno notato che c'era un rinnovato senso di orgoglio tra la popolazione indigena del paese dopo l'elezione di Morales. Al contrario, l'opposizione ha accusato l'amministrazione Morales di aggravare le tensioni razziali tra popolazioni indigene, bianche e meticci, con alcuni boliviani non indigeni che sentono di sperimentare il razzismo.

### Secondo mandato

#### Elezioni generali in Bolivia del 2009
Nel 2009 Evo Morales si ricandida a Presidente della Bolivia sostenuto dal suo partito Movimento per il Socialismo. Le elezioni si svolgono il 6 dicembre 2009 e Morales viene rieletto con il 62,5% dei voti contro il 28,2% del suo principale avversario Manfred Reyes Villa del partito di destra Forza Nuova Repubblicana, permettendo inoltre al suo partito, il MAS, di far eleggere 85 dei 130 deputati e 24 dei 36 senatori.

#### Politiche interne
Il secondo mandato di Morales fu pesantemente influenzato dai combattimenti e dal dissenso all'interno della sua base di supporto, poiché attivisti indigeni e di sinistra hanno respinto diverse riforme del governo.
Nel 2010 è stata introdotta una legge che consente la formazione di territori indigeni riconosciuti, sebbene la sua attuazione sia stata ostacolata dalla burocrazia e contestando le rivendicazioni sulla proprietà. Il regime di Morales ha anche cercato di migliorare i diritti delle donne in Bolivia. Nel 2010 ha fondato un'unità di de-patriarcalizzazione per sovrintendere a questo processo. Cercando ulteriormente di fornire riconoscimento legale e sostegno ai diritti LGBT, ha dichiarato il 28 giugno la Giornata dei diritti delle minoranze sessuali nel paese e ha incoraggiato l'istituzione di un programma televisivo a tema gay sul canale statale.
Nel maggio 2010, il suo governo ha annunciato un aumento del 5% del salario minimo. La Centrale Operaia Boliviana (COB) ha ritenuto l'aumento insufficiente a causa dell'aumento del costo della vita, chiamando uno sciopero generale, mentre i manifestanti si sono scontrati con la polizia. Il governo ha rifiutato di aumentare l'ascesa, accusando i manifestanti di essere pedine della destra. Nell'agosto 2010, nel sud di Potosí sono scoppiate violente proteste per la diffusa disoccupazione e la mancanza di investimenti in infrastrutture. Nel dicembre 2010, il governo ha tagliato i sussidi per benzina e gasolio, aumentando i prezzi del carburante e i costi di trasporto. Le proteste hanno portato Morales a annullare il decreto, rispondendo che "ha governato obbedendo". Nel giugno 2012, la polizia della Bolivia ha lanciato proteste contro le riforme anticorruzione al servizio di polizia; hanno bruciato i registri dei casi disciplinari e hanno chiesto aumenti salariali. Il governo di Morales cedette, annullando molte delle riforme proposte e accettando l'aumento dei salari.
Nel 2011, il governo ha annunciato di aver firmato un contratto con una società brasiliana per costruire un'autostrada che collega Beni a Cochabamba, che avrebbe attraversato il Parco nazionale Isiboro. Ciò integrerebbe meglio i dipartimenti di Beni e Pando con il resto della Bolivia e faciliterebbe l'esplorazione degli idrocarburi. Il piano condusse la condanna degli ambientalisti e delle comunità indigene che vivevano nel parco, i quali sostenevano che avrebbe incoraggiato la deforestazione e la risoluzione illegale e che avrebbe violato la costituzione e la Dichiarazione delle Nazioni Unite sui diritti delle popolazioni indigene e divenne una causa internazionale e mise in dubbio le credenziali del governo ambientalista e dei diritti degli indigeni. Ad agosto, 800 manifestanti hanno intrapreso una marcia di protesta da Trinidad a La Paz; molti sono rimasti feriti in scontri con la polizia e i sostenitori della strada. Due ministri del governo e altri alti funzionari si sono dimessi per protesta e il governo di Morales ha ceduto, annunciando la sospensione della strada. Nell'ottobre 2011, ha approvato la Legge 180, che proibisce l'ulteriore costruzione di strade, sebbene il governo abbia proceduto a una consultazione, ottenendo infine il consenso di 55 delle 65 comunità del parco per consentire la costruzione dell'autostrada, sebbene con una varietà di concessioni; la costruzione era prevista dopo le elezioni generali del 2014. Nel maggio 2013, il governo ha annunciato che avrebbe consentito l'esplorazione di idrocarburi nei 22 parchi nazionali della Bolivia, a condanna diffusa da parte degli ambientalisti.
Nell'ottobre 2012, il governo ha approvato una Legge della Madre Terra che vietava la coltivazione di organismi geneticamente modificati (OGM) in Bolivia; sebbene lodato dagli ambientalisti, è stato criticato dai coltivatori di soia della nazione, che hanno affermato che li renderebbe meno competitivi sul mercato globale.

### Terzo mandato

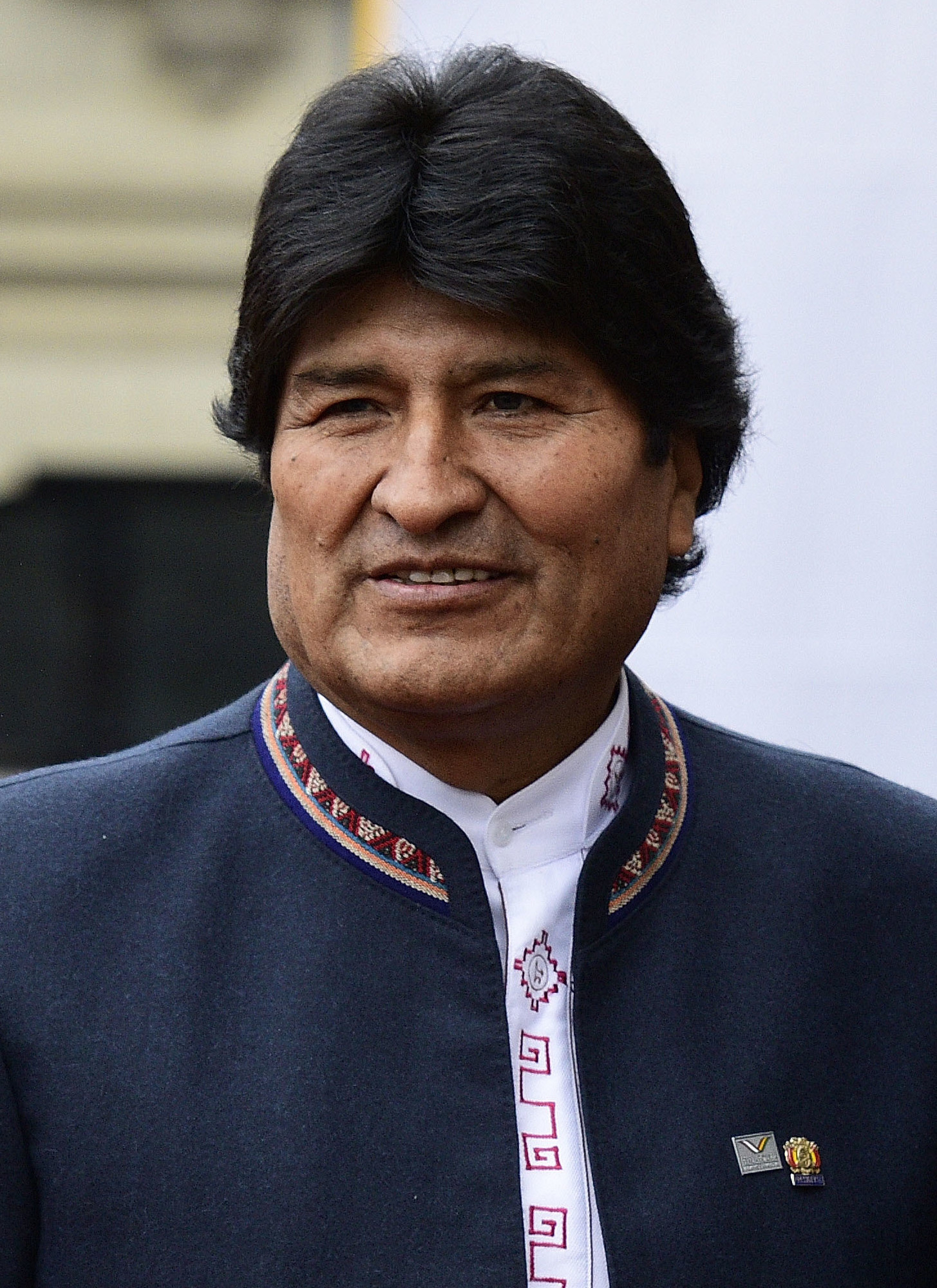
Evo Morales nel 2017

#### Elezioni generali in Bolivia del 2014
Il 12 ottobre 2014 si svolgono le elezioni generali in Bolivia e il Presidente uscente Evo Morales, sostenuto dal Movimento per il Socialismo, si ricandida e viene rieletto per la terza volta consecutiva ottenendo il 60,9% dei consensi contro il 24,3% del suo principale avversario Samuel Doria Medina del Movimento senza Paura.

### Elezioni generali del 2019
La sera delle elezioni generali, il 21 ottobre 2019, i risultati preliminari danno a Evo Morales una scossa, con meno di 10 punti che lo separano dal suo avversario più vicino, l'ex presidente Carlos Mesa. Ma la durata della sospensione del conteggio dei voti, in attesa del conteggio delle schede rurali, tradizionalmente favorevoli al presidente socialista, solleva interrogativi: gli osservatori e l'opposizione denunciano un'iniziativa del governo di guadagnare tempo per truccare i risultati. Segue una crisi politica, con lo scoppio di proteste e rivolte.
Evo Morales rivendica la vittoria il 24 ottobre e denuncia lo sciopero generale lanciato dai comitati dell'opposizione e della società civile come tentativo di colpo di Stato. L'opposizione gli ha poi lanciato un ultimatum e Luis Fernando Camacho, uno dei suoi principali leader, ha invitato l'esercito a "stare con il popolo". Il presidente uscente è stato dichiarato vincitore al primo turno con il 47,1% dei voti, contro il 36,5% di Carlos Mesa.
Le autorità boliviane chiedono l'apertura di un audit da parte dell'Organizzazione degli Stati Americani (OSA) e propongono che la comunità civica di Carlos Mesa si unisca a loro, ma quest'ultimo rifiuta e chiede una nuova elezione. Il capo della missione dell'OSA ha dichiarato che si stava ritirando dall'audit "per non compromettere la sua imparzialità" dopo la pubblicazione sulla stampa di un articolo scritto prima delle elezioni, in cui denunciava il presidente boliviano.
L'8 e il 9 novembre, diverse unità di polizia si sono ammutinate e il Presidente ha chiesto un dialogo con i partiti rappresentati in Parlamento. L'offerta è stata respinta da Carlos Mesa e dai gruppi politici.
Il 10 novembre, l'Organizzazione degli Stati americani (OSA) ha raccomandato una nuova elezione, che il presidente boliviano ha accettato. La situazione continua a deteriorarsi durante la giornata: i manifestanti si impossessano dei media pubblici e tengono in ostaggio i familiari di politici vicini al presidente, portando alle dimissioni di diversi ministri e deputati. In un discorso filmato, il comandante in capo delle forze armate, circondato da ufficiali, invita Evo Morales a dimettersi.
Pochi giorni dopo, tuttavia, il Center for Economic and Policy Research (CEPR) respinge questa tesi: "L'analisi statistica dei risultati elettorali e dei tabulati delle elezioni del 20 ottobre in Bolivia non mostra che irregolarità o frodi abbiano influito sul risultato ufficiale, dando a Evo Morales una vittoria al primo turno". Secondo l'organizzazione, l'evoluzione tra i risultati provvisori noti la notte delle elezioni e i risultati finali noti il giorno successivo può essere spiegata da "ragioni geografiche": "il sostegno a Morales è molto più forte nelle zone povere e rurali spesso prive di Internet, per cui i verbali dei risultati richiedono più tempo per essere inviati e registrati".
Il 12 novembre Morales è costretto all'esilio in Messico. Il 12 dicembre dal Messico si sposta nell'Argentina del presidente Alberto Fernández.
Il 18 dicembre la magistratura boliviana emette un mandato di arresto per Morales, con le accuse di sedizione, terrorismo e finanziamento del terrorismo.
Il 9 novembre 2020 Morales rientra in Bolivia dall'esilio.
Rimane incerto se sono effettivamente avvenuti brogli nelle elezioni del 20 ottobre 2019; l'Oas, il cui operato risultò ambiguo, non esibì nessuna prova certa in tal senso. I dubbi sulla correttezza delle elezioni sono stati usati dall'opposizione come pretesto per costringere Morales all'esilio, nonostante che al primo turno fosse comunque abbondantemente in vantaggio Morales e i brogli presunti fossero comunque di ridotta entità, riguardando solo il distacco tra Morales e Carlos Mesa, e nonostante Morales avesse accettato la ripetizione del primo turno delle elezioni per fugare ogni dubbio.
Certamente l'intervento dell'esercito è stato determinante nel determinare le dimissioni e l'esilio di Morales, anche se tale intervento non è avvenuto con modalità violente, ma solo attraverso dichiarazioni ai media che minacciavano un netto schieramento dell'esercito.
Per questi motivi i governi di diversi paesi, come Messico, Cuba, Uruguay, Nicaragua, Venezuela e Argentina hanno parlato di colpo di Stato, così come del resto hanno commentato diversi analisti politici.

### Politica estera

#### I viaggi diplomatici
Dal 29 dicembre 2005, Evo Morales intraprese un viaggio diplomatico considerato "eccezionale" da parte dei media latino-americani.  Archiviato il 24 settembre 2006 in Internet Archive.
Per due settimane, Morales visitò diverse nazioni alla ricerca di appoggi politici ed economici per il suo progetto di cambiamento della Bolivia.
L'evento ha costituito una rottura con decenni di consuetudine, per cui la prima destinazione internazionale di un Presidente neoeletto in Bolivia erano gli Stati Uniti.
Nel dicembre 2009, Morales ha partecipato alla Conferenza ONU sui cambiamenti climatici a Copenaghen, in Danimarca, dove ha incolpato i cambiamenti climatici il capitalismo e ha chiesto una tassa sulle transazioni finanziarie per finanziare la mitigazione dei cambiamenti climatici. Ritenendo infine che la conferenza sia stata un fallimento.
In seguito alle vittorie di Barack Obama e del Partito Democratico nelle elezioni presidenziali degli Stati Uniti del 2008, le relazioni tra la Bolivia e gli Stati Uniti sono leggermente migliorate e nel novembre 2009 i paesi hanno avviato i negoziati per ripristinare le relazioni diplomatiche. Dopo che gli Stati Uniti hanno appoggiato l'intervento militare internazionale in Libia del 2011 da parte delle forze NATO, Morales ha condannato Obama, chiedendo la revoca del suo premio Nobel per la pace. Le due nazioni ristabilirono le relazioni diplomatiche nel novembre 2011, sebbene Morales si rifiutasse di consentire al DEA di rientrare nel paese.
Il 31 luglio 2014, Morales ha condannato il conflitto Israele-Gaza del 2014 e ha dichiarato Israele uno "Stato terrorista".
L'agenda di viaggio di Morales dal 2005 al 2013 comprese:
- 30 dicembre 2005: Evo Morales visita Cuba dopo aver celebrato la sua affermazione democratica nella sua roccaforte, Orinoca. All'Avana, Morales viene ricevuto con il tappeto rosso e viene accolto con tutti gli onori dal presidente cubano Fidel Castro. Morales firma un trattato di cooperazione Cuba-Bolivia in cui Castro promette assistenza tecnica in Bolivia in ambiti come la salute e l'educazione. Durante il suo discorso, Morales descrive Castro e Chávez come «i comandanti delle forze di liberazione dell'America e del mondo».[62]
- 3 gennaio 2006: Incontro con Hugo Chávez a Caracas. Chávez offre alla Bolivia 150 000 barili di gasolio al mese per sostituire le importazioni correnti con altri paesi. La Bolivia pagherà con prodotti agricoli.[63]
- 4 gennaio 2006: Il primo ministro spagnolo José Luis Rodríguez Zapatero riceve Morales nella Moncloa. Zapatero annuncia la cancellazione del debito boliviano con la Spagna, pari a 120 milioni di euro.
- 5 gennaio 2006: Il re Juan Carlos riceve Morales nel palazzo della Zarzuela. I media spagnoli criticheranno poi Morales per aver indossato durante l'incontro un semplice maglione di lana di alpaca, decorato con colori e motivi amerindi.[64] Nello stesso momento José María Aznar annuncia che l'organizzazione FAES, di cui era presidente, osteggerà duramente Castro, Morales e Chávez.[65]
- 6 gennaio 2006: Morales incontra il Presidente francese Jacques Chirac a Parigi. Chirac promette sostegno economico e politico fino a quando verranno garantiti e protetti gli investimenti francesi in Bolivia.[66] Nello stesso giorno Morales incontra il Ministro degli Esteri olandese Ben Bot, che promette aiuti per un ammontare di 15 milioni di euro l'anno.
- 7 gennaio 2006: Morales incontra a Bruxelles Javier Solana, il quale promette sostegno economico alla Bolivia in cambio della protezione degli investimenti europei in Bolivia.[67]

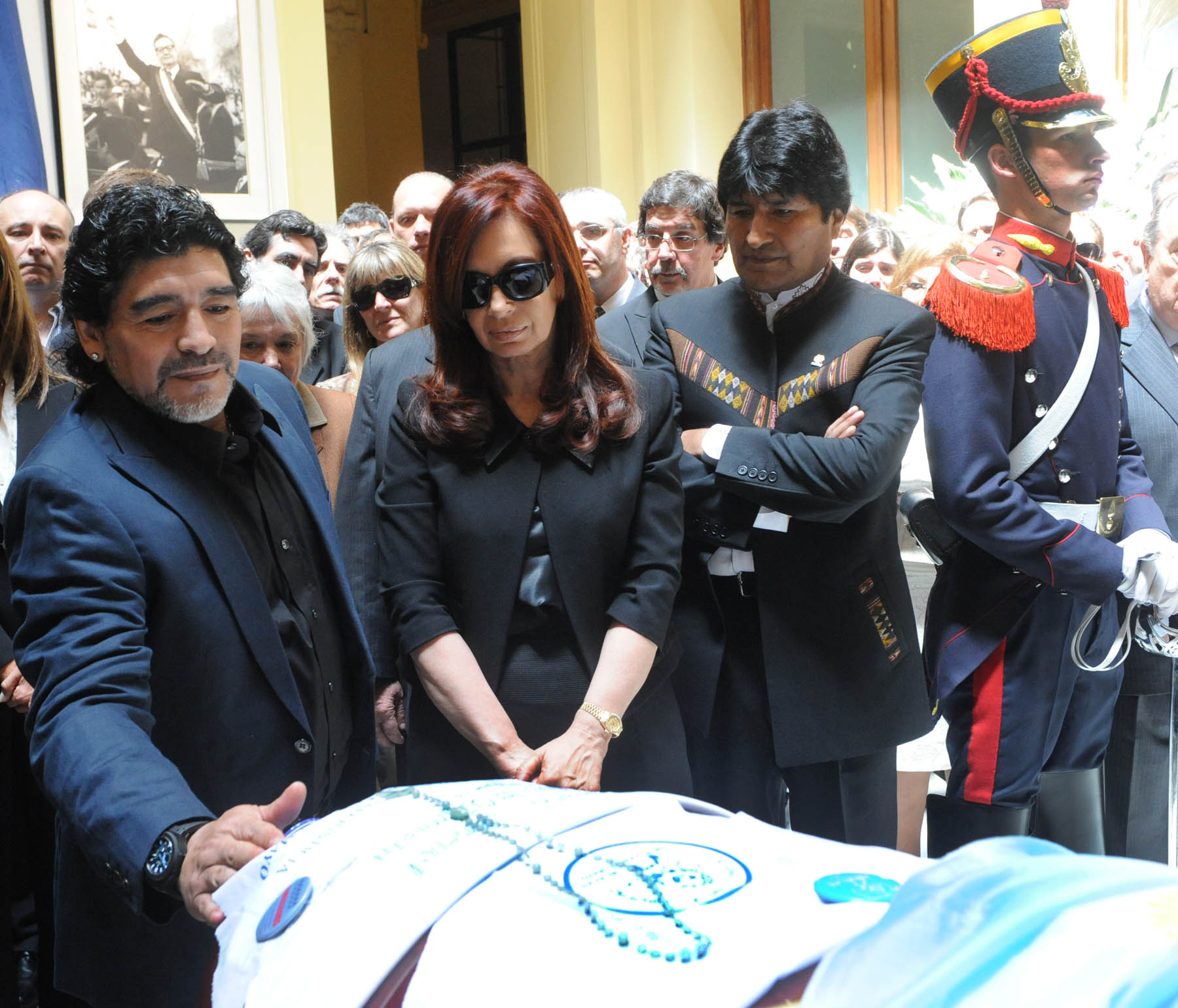
La vedova Cristina Fernández de Kirchner alle esequie del marito insieme con l'amico di famiglia Diego Armando Maradona e con Evo Morales.

- 9 gennaio 2006: Morales incontra Hu Jintao e il Ministro del Commercio cinese Bo Xilai. Morales invita gli imprenditori cinesi e il governo a investire in progetti di esplorazione ed estrazione del gas, e a partecipare alla costruzione di raffinerie di gas in Bolivia.[68]
- 10 gennaio 2006: Morales viene ricevuto a Pretoria dal Presidente sudafricano Thabo Mbeki. Morales paragona la lotta e le sofferenze dei neri durante l'Apartheid con quelle degli amerindi nelle Americhe.[69]
- 11 gennaio 2006: Morales incontra l'arcivescovo anglicano Desmond Tutu, che lo descrive come un uomo «dalla notevole umiltà e calore», e l'ex-Presidente F.W. de Klerk.[70]
- 13 gennaio 2006: Morales visita il Brasile e incontra il Presidente Luiz Inácio Lula da Silva, definendolo «un compagno e un fratello». Morales e Lula concordano di lavorare insieme a un programma di cooperazione e lotta contro la povertà.[71]
- 28 ottobre 2010: Morales è a Buenos Aires insieme con Lula, Hugo Chávez, Diego Armando Maradona per prendere parte ai funerali del defunto presidente argentino Néstor Kirchner.
- 8 marzo 2013: Morales partecipa, a Caracas, ai funerali dell'amico Hugo Chávez, deceduto il 6 marzo.

#### Controversia sull'aereo presidenziale e sul caso Snowden (2013)
Nel 2013, l'aereo di Morales, al ritorno di un viaggio presidenziale in Russia è stato costretto a un cambio di rotta a causa del mandato di cattura nei confronti di Edward Snowden, ex dipendente della CIA accusato di spionaggio e tradimento, che, rifugiatosi in Russia, si supponeva potesse aver chiesto asilo alla Bolivia salendo clandestinamente. Il 2 luglio 2013, il ministro degli Esteri della Bolivia, ha detto che la deviazione di rotta dell'aereo presidenziale (FAB-001, un Dassault Falcon 900EX), a causa del rifiuto delle autorità italiane, francesi, spagnole e portoghesi di consentire l'accesso al proprio spazio aereo, impedendo il rifornimento, ha messo a rischio la vita del presidente boliviano. L'aereo di Morales sarebbe stato fatto fermare in Austria e perquisito, fatto inconsueto per un velivolo di un capo di Stato, che gode dell'immunità diplomatica, ma questo fatto è stato smentito dalle autorità austriache. La Francia si scusò per l'accaduto il giorno seguente. I presidenti di Argentina, Ecuador, Suriname, Uruguay e Venezuela, alleati politici di Morales, hanno chiesto una spiegazione ufficiale della vicenda ai paesi coinvolti.

## Posizioni politiche

### Posizione socialiste
Morales ha così descritto i principi ispiratori del MAS:
Ha anche dichiarato:
Morales ha sostenuto la creazione di un'assemblea costituente per trasformare il paese. Propone inoltre l'approvazione di una nuova legge sugli idrocarburi che garantisca il 50% dei relativi redditi alla Bolivia, ma il MAS si è mostrato incline alla completa nazionalizzazione del settore del gas e del petrolio. Morales ha assunto una posizione a mezza via: sostiene la nazionalizzazione delle aziende del gas naturale, ma anche la cooperazione con stranieri in questo settore.
Morales ha descritto la Zona di Libero Scambio delle Americhe, dominata dagli Stati Uniti, come «un accordo per legalizzare la colonizzazione delle Americhe», e ha sostenuto il desiderio del Presidente venezuelano Hugo Chávez di formare un "Asse del Bene" tra Bolivia, Cuba e Venezuela, in contrasto con l'"Asse del Male" costituito da Washington e alleati.
Morales ha espresso inoltre la sua ammirazione per Rigoberta Menchú, attivista indigena del Guatemala e vincitrice del Premio Nobel per la pace.

### Accuse di populismo al governo Morales
Il governo Morales viene accusato da più parti di realizzare una tipica politica populista, fatta di elargizioni di denaro pubblico alla popolazione, senza una reale politica di miglioramento o una modifica strutturale dei servizi. Tale politica populista è accompagnata da un'intensa campagna pubblicitaria sui media nazionali, pubblici e privati, in cui, per esempio, qualsiasi spot del governo viene seguito dalla foto di Morales e lo slogan Evo cumple (che potrebbe tradursi in "Evo mantiene le promesse").
Un esempio di misura controversa attuata dal governo, secondo l'opposizione, è l'istituzione del bono Juancito Pinto, dedicato all'eroe bambino (che lasciò il tamburo per imbracciare il fucile) della guerra del Pacifico della seconda metà dell'Ottocento contro il Cile. Il bono è finalizzato a sostenere l'acquisto del materiale scolastico con 200 boliviani (equivalenti a 20 euro), dati ai genitori per ogni figlio che frequenta le scuole elementari (indipendentemente dalla quantità dei figli, del reddito e del tipo di scuola, pubblica o privata).
Paradossale in questa vicenda criticata anche dalla chiesa cattolica, è che il bono viene consegnato alla fine dell'anno scolastico, diminuendo l'efficacia del provvedimento, vista la lunga sospensione natalizia del corso degli studi, e la scarsa propensione al risparmio della parte più disagiata della popolazione.
Secondo il Mas, però, se il bono fosse consegnato all'inizio dell'anno scolastico, non darebbe la certezza della frequenza. In questo modo, invece, i contadini mandano i figli a scuola per poter ricevere alla fine del percorso scolastico annuale il premio in denaro. Il 20 dicembre 2008 il Presidente Morales dichiarava la Bolivia libera dall'analfabetismo, sradicato grazie al metodo cubano.
Per l'opposizione è anche controverso che la pensione di 200 boliviani mensili sia stata assegnata non più a 65, ma a 60 anni di età, dimenticando, però, che il popolo boliviano ha una vita media di 65 anni. La pensione, perciò, prima della vittoria di Morales, nella gran parte dei casi, non veniva goduta dai lavoratori, perché non vivevano abbastanza a lungo.
Secondo il quotidiano La Razón il 3 aprile 2009 il Presidente Morales con un decreto supremo approvava il bono para las madres y los niños. Questo bono consiste in 50 boliviani da consegnare alle puerpere che ogni volta si sottopongono a visite di controllo (fino a quattro), 120 boliviani se partoriscono in strutture mediche nazionali, 125 boliviani a ogni visita di controllo (una ogni due mesi) dei nati fino al secondo anno di vita.

### La questione cocaina
L'approccio di Morales alla questione della cocaina è che il problema vada affrontato sul fronte del consumo, senza estirpare le piantagioni di coca: masticare foglie di coca è stata una tradizione per più di mille anni fra le popolazioni indigene dell'America Latina, fra cui le popolazioni aymara e quechua, che considerano le foglie di tale pianta come sacre. Il suo relativo basso effetto narcotico ha chiaramente sortito effetti benefici all'interno della società boliviana, permettendo ai molti poveri del paese di lavorare tutta la giornata, che può durare anche quindici o diciotto ore.
Tale affermazione è solo parzialmente vera. L'uso delle foglie di coca (Erythroxylon coca) è certamente molto antico e risale a un paio di millenni a.C. Trattandosi di una pianta tropicale il suo uso non era, come non è oggi, relegato solo alle popolazioni andine quechua e aymara che, evidentemente, dovevano procurarsela commerciando con le popolazioni delle aree tropicali. Le foglie di coca non erano quindi un bene di largo consumo. Prova di ciò è che nemmeno in epoca incaica, quindi per un paio di secoli prima della conquista spagnola, in un momento di consolidamento territoriale che dava quasi unitarietà al settore occidentale del Sud America, le foglie di coca rimanevano di uso quasi esclusivo della teocrazia incaica.
Adottando una politica nota come "Coca Sì, Cocaina No", l'amministrazione Morales assicurò la legalità della coltivazione della coca, ma introdusse anche misure per regolare la produzione e il commercio del raccolto. Nel 2007, viene annunciato che avrebbero consentito la crescita di 50 000 acri di coca nel paese, principalmente ai fini del consumo interno, con ogni famiglia limitata alla crescita di un cato (1 600 metri quadrati) di coca.
È stato attuato un programma di controllo sociale in base al quale i sindacati locali hanno assunto la responsabilità di garantire che questa quota non fosse superata; nel fare ciò, speravano di rimuovere la necessità di interventi militari e di polizia, e quindi arginare la violenza dei decenni precedenti. Sono state implementate misure per garantire l'industrializzazione della produzione di coca, con Morales che ha inaugurato il primo impianto di industrializzazione della coca a Chulumani, che ha prodotto e confezionato tè di coca; il progetto è stato finanziato principalmente attraverso una donazione di 125000 $ dal Venezuela nell'ambito del regime PTA.
Queste misure di industrializzazione si sono rivelate in gran parte senza successo dato che la coca è rimasta illegale nella maggior parte delle nazioni al di fuori della Bolivia, privando così i coltivatori di un mercato internazionale. Nel 2012, la Bolivia si ritirò dalla Convenzione delle Nazioni Unite del 1961, che aveva richiesto la criminalizzazione globale della coca, e nel 2013 convinse con successo la Convenzione unica delle Nazioni Unite sui narcotici a declassificare la coca come narcotico. Il Dipartimento di Stato degli Stati Uniti ha criticato la Bolivia, affermando che stava regredendo nei suoi sforzi anti-narcotici e ha ridotto drasticamente gli aiuti alla Bolivia a 34 milioni di dollari per combattere il commercio di stupefacenti nel 2007. Tuttavia, il numero di sequestri di cocaina in Bolivia è aumentato sotto il governo di Morales, mentre cercavano di incoraggiare i coltivatori di coca a denunciare e contrastare i produttori e i trafficanti di cocaina. Tuttavia, alti livelli di corruzione della polizia nel commercio illecito di cocaina sono rimasti un problema costante per la Bolivia.
C'è molto disaccordo tra l'amministrazione Morales e gli Stati Uniti per quanto riguarda le leggi antidroga e la cooperazione tra paesi in materia, ma i funzionari di entrambi i paesi hanno espresso il proposito di collaborare contro il traffico di droga: Sean McCormack, del Dipartimento di Stato nordamericano, ha rinforzato il supporto alla politica antidroga boliviana, mentre Morales ha dichiarato «niente più cocaina, niente più traffico di droga, ma non niente più coca» poiché nella sua visione niente coca significherebbe erodere la cultura quechua e aymara.
Nonostante le dichiarazioni pubbliche di lotta alla cocaina, la riduzione dei controlli sul commercio di foglie di coca e il parziale blocco ai programmi di eradicazione volontaria delle coltivazioni (che sono cresciute tra l'80 e il 100%, da un minimo storico di circa 15 000 ettari, nel 2000, agli attuali 30 000, distante però dai quasi cinquantamila ettari della metà degli anni '90) stanno riportando in auge la produzione e il commercio illegale di cocaina.
I laboratori di cristallizzazione non sono più localizzati in remote estancias nei bassipiani tropicali, né nelle foreste vicine alle aree di produzione di coca, ma in luoghi nuovi, dove il trasporto delle sostanze chimiche usate per la fabbricazione è più agevole, senza o con scarsi controlli, e desta meno sospetti.
Nelle oramai ridotte foreste della provincia di Chapare (una delle due principali regioni di coltivazione di coca in Bolivia e dove Morales si è formato come dirigente dei coltivatori), foreste distrutte per far posto alle coltivazioni di coca o a coltivazioni lecite finanziate dai programmi di sviluppo alternativo, si procede eventualmente solo all'essiccamento e successivo sminuzzamento delle foglie o alla fabbricazione della pasta base di cocaina. Pasta base o foglie sminuzzate vengono poi trasportate, vista la scarsità dei controlli, fino ai laboratori di cristallizzazione in aree urbane o non tradizionalmente usate.
Ecco quindi i continui sequestri di cocaina nella città di El Alto, a 4000 m s.l.m., quindi molto distante dalle terre tropicali dove si coltiva la coca, o nel secco bosco del chaco, nel parco nazionale Kaa-Iya, agli antipodi rispetto l'umidissima foresta tropicale in passato esistente nel Chapare.

## Tentativo di assassinio e presunto colpo di Stato
Dall'inizio di settembre 2024 sono iniziate gli scontri tra l'allora presidente Morales ed il presidente in carica Luis Arce per una serie di ragioni politiche istituzionali del paese.
Alla fine di ottobre 2024, lo stesso Morales, tramite un video postato sui social network è stato vittima di un tentativo omicidio salvato dall'autista in corsa.
Un gruppo di boliviani sostenitori moralesiani hanno preso il controllo di una base militare nella zona di Villa Tunari.

## Curiosità

### Il maglione simbolico
L'abbigliamento di Morales ha destato grande interesse dopo la sua scelta di farsi fotografare coi capi di Stato del mondo in maglione a righe, tanto che ci si chiese se l'avrebbe indossato anche alla cerimonia di insediamento ufficiale, dove portò poi una camicia bianca senza cravatta (fatto comunque straordinario per l'America latina dei tempi moderni) e una giacca nera, invece di un abito tradizionale.
Il maglione tradizionale indossato da Morales è di lana d'alpaca e si chiama chompa (parola da cui deriva l'inglese jumper); è un indumento considerato elegante dagli indigeni boliviani, e fin dal suo viaggio diplomatico è diventato il suo simbolo ed è diventato di moda in tutta la Bolivia. La popolarità e l'apprezzamento del maglione ha portato molto a discutere sul suo significato, con alcuni che l'hanno considerato una protesta "metaforicamente tessuta delle necessità primarie insoddisfatte [della Bolivia]", e altri che l'hanno paragonato alla "tenuta dei sanculotti della Rivoluzione francese". Comunque, è anche stato ridicolizzato e la scelta di Morales – a quanto riportano alcuni giornali – ha «inorridito» vari giornalisti e cittadini spagnoli, molto tradizionali, secondo i quali un capo di Stato è obbligato a seguire la moda occidentale.

### Calciatore
Per la stagione calcistica 2014-2015 è stato tesserato dallo Sport Boys Warnes, squadra militante nella massima serie del campionato boliviano che gli ha affidato la maglia nº 10. Morales è così diventato il più vecchio calciatore professionista attivo al mondo dopo aver firmato un contratto per 200 dollari al mese.